# Nucleus dorsalis nervi vagi

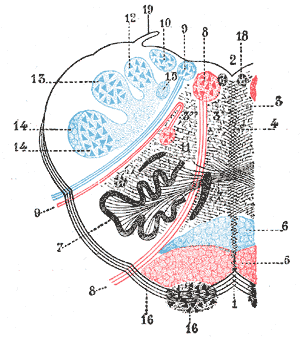
Der Nucleus dorsalis nervi vagi ist hier mit 9 gekennzeichnet. Man sieht seine Fasern, die die Medulla oblongata am Austritt des Nervus vagus verlassen.

Der Nucleus dorsalis nervi vagi ist einer von vier Hirnnervenkernen des zehnten Hirnnerven, dem Nervus vagus, im Hirnstamm. Er stellt ein wichtiges parasympathisches Kerngebiet dar.

## Lage und mikroskopischer Aufbau
Das Kerngebiet liegt in der Medulla oblongata und grenzt dort medial an den Nucleus nervi hypoglossi und lateral an den Nucleus tractus solitarii, mit dem er auch funktionell verknüpft ist. Ebenfalls grenzt er dorsal an den Vierten Ventrikel sowie an den Fasciculus longitudinalis dorsalis (auch Schütz-Bündel genannt), mit dem ebenfalls eine funktionelle Verbindung besteht. Nach ventral berührt er meist einen Teil des Tractus solitarius.
Der Nucleus besteht aus Motoneuronen, die etwas kleiner sind als die im benachbarten Hypoglossus-Kern. Im Gegensatz zu diesen erreichen ihre Axone auch nicht direkt die zu innervierende Region, sondern werden in Ganglien auf ein weiteres Neuron umgeschaltet.

## Funktion
Der Nucleus dorsalis nervi vagi ist als parasympathischer Kern Allgemein-viszeromotorisch. Er ist für die parasymatische Beeinflussung von Brust- und Bauchorganen bis zum Cannon-Böhm-Punkt zuständig. Gesteuert wird das Kerngebiet über Afferenzen aus dem Nucleus tractus solitarii und dem Hypothalamus, die ihn über den Fasciculus longitudinalis dorsalis erreichen.